# La Romareda
A La Romareda (spanyolul: Estadio La Romareda) egy labdarúgóstadion Zaragozában, Spanyolországban. A stadion a város labdarúgócsapatának a Real Zaragozának az otthona 1957 óta. Befogadóképessége 33608 fő számára biztosított.
1956. szeptember 19-én kezdődtek a munkálatok és egy év alatt felépült a létesítmény. A nyitómérkőzést 1957. szeptember 8-án játszották, amikor a Real Zaragoza 4–3-ra legyőzte az Osasuna csapatát. 1977-ben és 1982-ben különböző felújításokon esett át, mivel a La Romareda egyike volt az 1982-es labdarúgó-világbajnokság helyszíneinek, ahol három csoportmérkőzést rendeztek. Az 1992. évi nyári olimpiai játékokon hat csoportmérkőzésnek és egy negyeddöntőnek adott otthont. 1994 óta csak ülőhelyek vannak a stadionban.

## Események

### 1982-es labdarúgó-világbajnokság
| Dátum            | Pályaválasztó | Eredmény | Vendég         | Forduló    | Nézőszám |
| ---------------- | ------------- | -------- | -------------- | ---------- | -------- |
| 1982. június 17. | Jugoszlávia   | 0 – 0    | Észak-Írország | 5. csoport | 25 000   |
| 1982. június 21. | Honduras      | 1 – 1    | Észak-Írország | 5. csoport | 15 000   |
| 1982. június 24. | Honduras      | 0 – 1    | Jugoszlávia    | 5. csoport | 25 000   |

### 1992. évi nyári olimpiai játékok
| Dátum              | Pályaválasztó    | Eredmény     | Vendég        | Forduló     | Nézőszám |
| ------------------ | ---------------- | ------------ | ------------- | ----------- | -------- |
| 1992. július 24.   | Lengyelország    | 2 – 0        | Kuvait        | A csoport   | 2000     |
| 1992. július 26.   | Dánia            | 1 – 1        | Mexikó        | D csoport   | 8000     |
| 1992. július 27.   | Egyesült Államok | 3 – 1        | Kuvait        | A csoport   | 4500     |
| 1992. július 28.   | Dánia            | 0 – 0        | Ghána         | D csoport   | 5000     |
| 1992. július 29.   | Egyesült Államok | 2 – 2        | Lengyelország | A csoport   | 3000     |
| 1992. július 30.   | Dánia            | 0 – 3        | Ausztrália    | D csoport   | 3000     |
| 1992. augusztus 2. | Paraguay         | 2 – 4 (h.u.) | Ghána         | Negyeddöntő | 5000     |